# Relax (álbum de Das Racist)
Relax es el primer y único álbum de estudio de la agrupación estadounidense de hip hop Das Racist. Fue publicado el 13 de septiembre de 2011 por el sello Greedhead Music. Alcanzó el puesto 111 en la lista Billboard 200.

## Producción
El álbum es producido por Diplo, El-P, Rostam Batmanglij, y Anand Wilder, entre otros. Incluye apariciones especiales de El-P, Danny Brown y Despot.

## Lista de canciones
| N.º | Título                                  | Productor(es)             | Duración |  |
| 1.  | «Relax»                                 | Kool A.D.                 | 4:29     |  |
| 2.  | «Michael Jackson»                       | Kool A.D.                 | 4:16     |  |
| 3.  | «Brand New Dance»                       | Wimberly                  | 3:01     |  |
| 4.  | «Middle of the Cake» (con Anand Wilder) | Anand Wilder              | 3:43     |  |
| 5.  | «Girl»                                  | Blood Diamonds            | 3:23     |  |
| 6.  | «Shut Up, Man» (con El-P)               | El-P                      | 4:32     |  |
| 7.  | «Happy Rappy»                           | Diplo                     | 2:21     |  |
| 8.  | «Booty in the Air»                      | Wimberly                  | 3:47     |  |
| 9.  | «Power» (con Danny Brown y Despot)      | Dash Speaks               | 4:46     |  |
| 10. | «Punjabi Song» (con Bikram Singh)       | J-La                      | 3:31     |  |
| 11. | «Selena»                                | Wimberly                  | 2:16     |  |
| 12. | «Rainbow in the Dark»                   | J-La                      | 3:51     |  |
| 13. | «The Trick»                             | Rostam Batmanglij         | 3:01     |  |
| 14. | «Celebration»                           | Francis Farewell Starlite | 2:40     |  |

## Posicionamiento en listas
| Lista (2011)                            | Posición |
| --------------------------------------- | -------- |
| Estados Unidos (Billboard 200)          | 111      |
| Estados Unidos (Top Heatseekers Albums) | 1        |
| Estados Unidos (Independent Albums)     | 26       |
| Estados Unidos (Top R&B/Hip-Hop Albums) | 15       |
| Estados Unidos (Top Rap Albums)         | 12       |